# Campeonato Europeu de Halterofilismo de 1906
O 9º Campeonato Europeu de Halterofilismo foi realizado em Haia, nos Países Baixos em 6 de novembro de 1906. Contou com a presença de 9 halterofilistas competindo em uma única categoria.

## Medalhistas
| Evento           | Ouro                      | Prata                             | Bronze                           |
| ---------------- | ------------------------- | --------------------------------- | -------------------------------- |
| Categoria aberta | Heinrich Rondi · Alemanha | Albert Dorregeest · Países Baixos | Heinrich Schneidereit · Alemanha |

## Quadro de medalhas
| Ordem | País          | Medalha de ouro | Medalha de prata | Medalha de bronze | Total |
| ----- | ------------- | --------------- | ---------------- | ----------------- | ----- |
| 1     | Alemanha      | 1               | 0                | 1                 | 2     |
| 2     | Países Baixos | 0               | 1                | 0                 | 1     |
| Total | Total         | 1               | 1                | 1                 | 3     |